# Anton Altmann
Pour les articles homonymes, voir Anton Altmann (1777-1818) et Altmann.
Anton Altmann, né le 4 juin 1808 à Vienne et mort le 9 juillet 1871 dans la même ville, est un peintre paysagiste autrichien. 

## Biographie
Anton Altmann naît le 4 juin 1808 à Vienne.

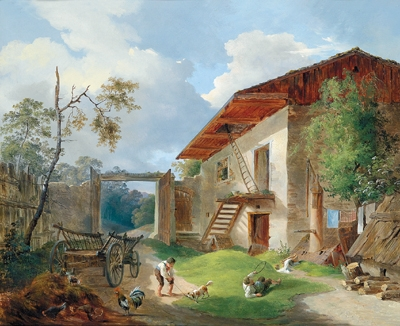
Enfants devant une ferme, huile sur bois (1839).

Son père, né en 1777 à Dačice et mort le 26 février 1818, est un peintre qui se nomme comme lui. Ses ancêtres sont des peintres, son grand-père Joseph a peint des tableaux pour des églises. Sa famille est originaire du Tyrol, mais a émigré en Moravie. Altmann perd ses deux parents à l'âge de dix ans. Son frère, qui est le pasteur de Třebíč, prend en charge sa formation. Grâce à lui, Altmann peut fréquenter l'école de latin de Brno. Selon le souhait de son frère, il doit étudier et plus tard devenir également pasteur ; cependant, Altmann ne s'intéresse pas à cette carrière, mais bien plus à la nature. C'est pourquoi il peint déjà dans les premières années, au début de façon plutôt ludique. Il décide d'étudier l'art, et non la théologie. Après avoir terminé sa formation préliminaire, il fréquente l'Académie de Vienne pendant deux ans, où il suit une formation artistique. Pendant cette période, il est soutenu financièrement pendant deux ans, mais plus tard, il doit subvenir seul à ses besoins. Cela n'est pas facile pour lui, mais en 1829, il trouve un emploi : il est le professeur d'art du comte hongrois Joseph Apponyi.
Il est son professeur pendant un an, puis retourne dans sa patrie et commence à travailler la peinture à l'huile, après s'être auparavant consacré uniquement au dessin. Il se forme seul à la peinture à l'huile, il préfère faire ses études dans des galeries viennoises ou en pleine nature. Cependant, il ne fait que de lents progrès, car il toujours contraint de gagner sa vie ailleurs. C'est pourquoi il ne peut achever sa première peinture à l'huile qu'en 1838. L'année suivante, il peint un autre tableau, qui est acheté par François-Charles d'Autriche. Cela l'encourage, de sorte qu'il continue à se consacrer à la peinture. À partir de 1844, il peint des paysages plus grands, ses tableaux sont salués par ses collègues peintres et les connaisseurs. Il peint également des aquarelles, ceci dans les dernières années de sa vie. Beaucoup de ses tableaux sont achetés par des personnes nobles et aristocratiques, ainsi que par des cours royales d'autres pays, sont présentés dans des expositions. En outre, le Kunstverein Österreichs achète certaines de ses œuvres et les met en vente par tirage au sort parmi ses membres.
Anton Altmann meurt le 9 juillet 1871 dans sa ville natale.

## Œuvres

### Principales œuvres
- Waldpartie in Abendbeleuchtung (1851). Dieses Gemälde befindet sich im Palais du Belvédère.
- Sturmlandschaft. Dieses Gemälde befand sich im Besitz François-Joseph Ier
- Waldweg, im Besitz der Gräfin Ernestine von Schönborn.
- Sumpfbaum, von einem Herren von Fischer gekauft.
- Partie aus Mariaschein, von Franz Karl von Österreich erkauft.
- Sturmlandschaft. Auch dieses Gemälde gehörte dem Herren von Fischer.
- Partie von Hallein, gehörte einem Herren von Oetzelt
- Mühle in Salzburg. Dieses Gemälde befand sich im Besitz der Caroline-Auguste de Bavière.
- Cloître de Berchtesgaden, a également appartenu à Caroline-Auguste de Bavière.
- Cloître de Neuburg, était également la propriété de l'impératrice.
- Hof im Neuburg, gehörte ebenfalls der Kaiserin.
- Hof in Mödling war auch von der Kaiserin gekauft worden.
- Bauernhaus, gehörte einem Grafen Keglowich.
- Waldpartie, gekauft von einem Grafen Czernin.
- Winterlandschaft, war im Besitz des Coburger Herzogs.
- Sumpflandschaft, gehörte dem Großfürsten Constantin von Rußland.

### Autres peintures à l'huile
- Gebirgslandschaft
- Der Abend

### Aquarelles
- Ein Hof in Mödling bei Wien
- Parthie bei Zell am See
- Kalkofen bei Mondbeleuchtung
- Parthie bei St. Wolfgang
- Eine Stadtmauer
- Aus einem Steinbruch

### Les tableaux suivants ont été achetés par le Kunstverein autrichien et tirés au sort parmi les membres
- Feldbrunnen an einem Waldausgang
- Waldausgang bei Abendbeleuchtung
- Gebirgsmühle
- Landschaft nach dem Regen